# Anoplodactylus gestiens
Anoplodactylus gestiens is een zeespin uit de familie Phoxichilidiidae. De soort behoort tot het geslacht Anoplodactylus. Anoplodactylus gestiens werd in 1890 voor het eerst wetenschappelijk beschreven door Ortmann. 